# LA X: Part 1
"LA X:Part 1" er første afsnit af sjette sæson af den amerikanske tv-serie Lost. Fra denne her sæson viser de ikke flashforward eller flashback mere. Nu viser de en alternativ tidlinje. Tidligere hovedpersoner gæster serien mens Emilie de Ravin er sat på som fast cast.

## Medvirkende

### Hovedpersoner
| Navn                | Spilles af        |
| ------------------- | ----------------- |
| Sayid Jarrah        | Naveen Andrews    |
| Richard Alpert      | Nestor Carbonell  |
| Desmond Hume        | Henry Ian Cusick  |
| Benjamin Linus      | Michael Emerson   |
| Frank Lapidus       | Jeff Fahey        |
| Jack Shephard       | Matthew Fox       |
| Hugo "Hurley" Reyes | Jorge Garcia      |
| James "Sawyer" Ford | Josh Holloway     |
| Jin Kwon            | Daniel Dae Kim    |
| Sun Kwon            | Yunjin Kim        |
| Miles Straume       | Ken Leung         |
| Kate Austen         | Evangeline Lilly  |
| John Locke          | Terry O'Quinn     |
| Ilana               | Zuleikha Robinson |

#### Bipersoner
| Navn                  | Spilles af         |
| --------------------- | ------------------ |
| Rose Nadler           | L. Scott Caldwell  |
| Bernard Nadler        | Sam Anderson       |
| Tolder                | Mark Ahsing        |
| Cindy Chandler        | Kimberley Joseph   |
| Charlie Pace          | Dominic Monaghan   |
| Seth Norris (stemme)  | Greg Grunberg      |
| Bram                  | Brad William Henke |
| Inspektør Edward Mars | Fedric Lehne       |
| Jacob                 | Mark Pellegrino    |
| Leslie Arzt           | Daniel Roebuck     |
| Boone Carlyle         | Ian Somerhalder    |